# Vogelsches Gartenhaus

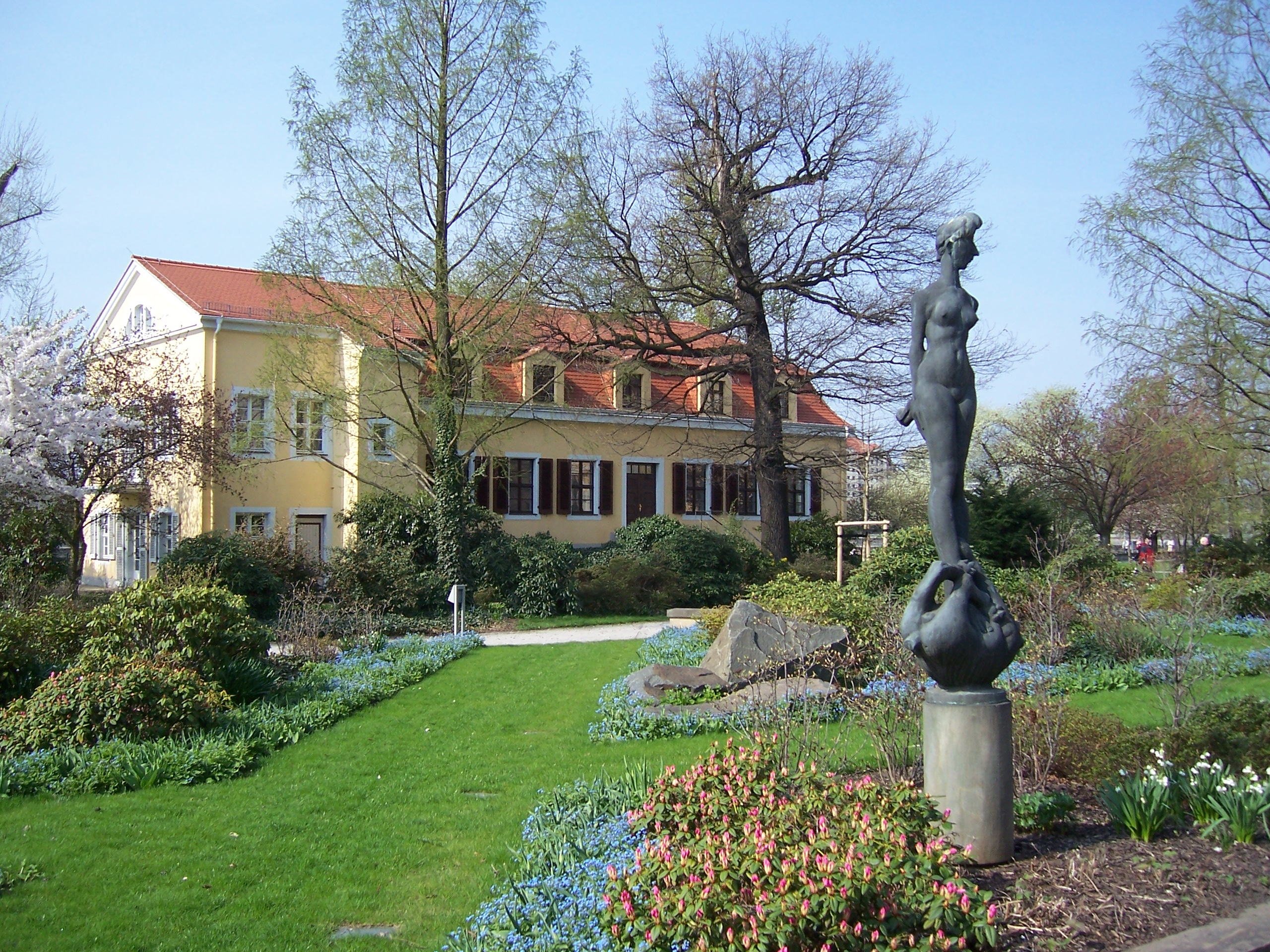
Das Vogelsche Gartenhaus in Dresden; im Vordergrund steht die Plastik „Die Schöne und das Tier“ von Detlef Reinemer.

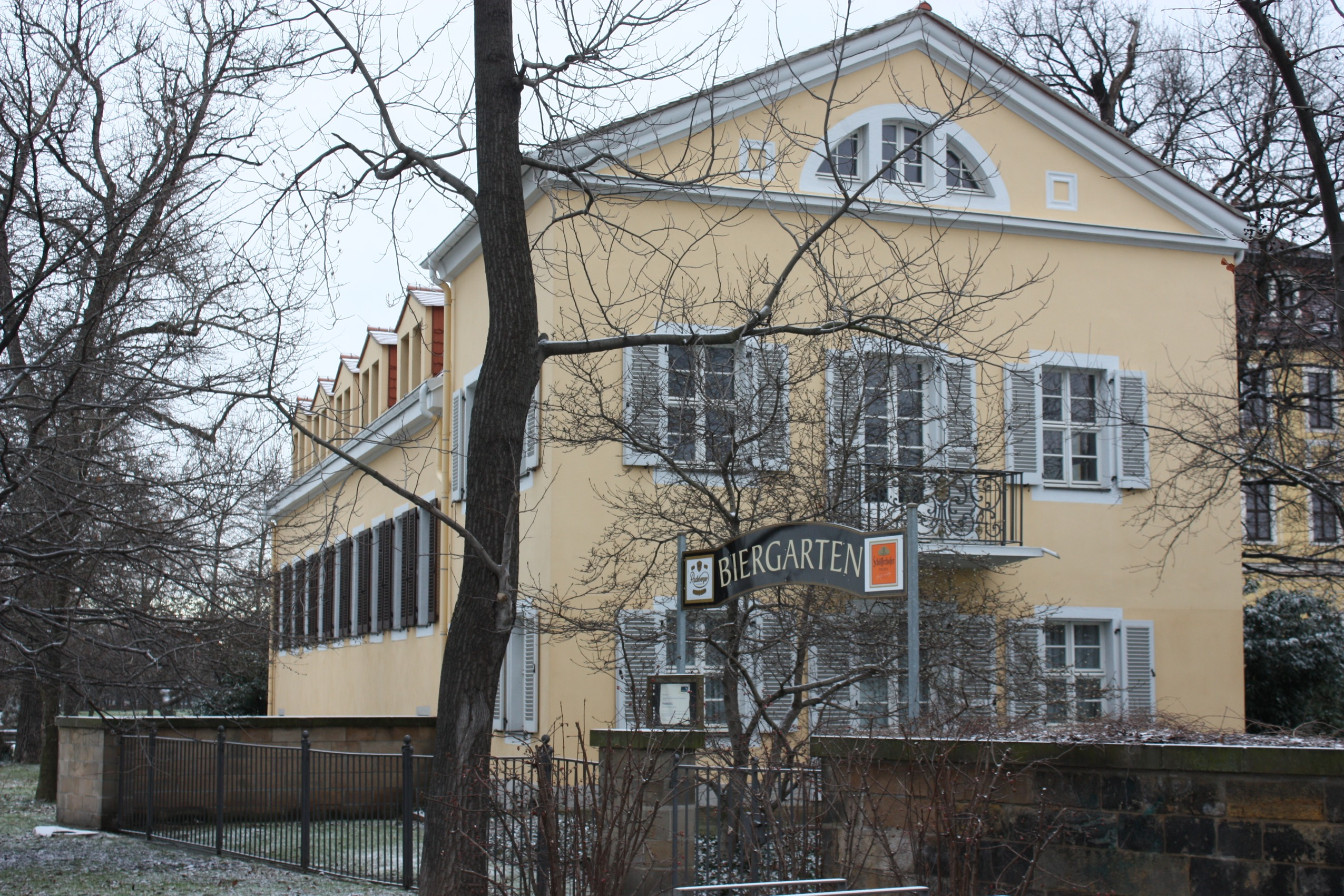
Das Vogelsche Gartenhaus im Winter

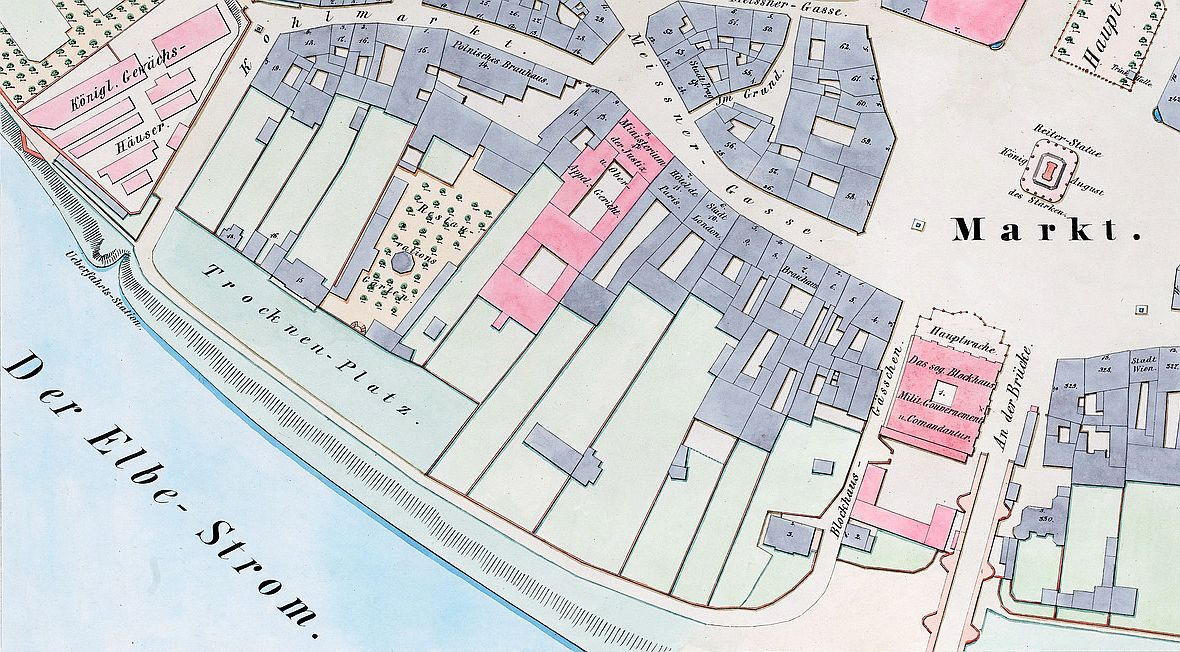
Stadtplan um 1870, das Vogelsche Gartenhaus liegt unten in der Mitte des Plans

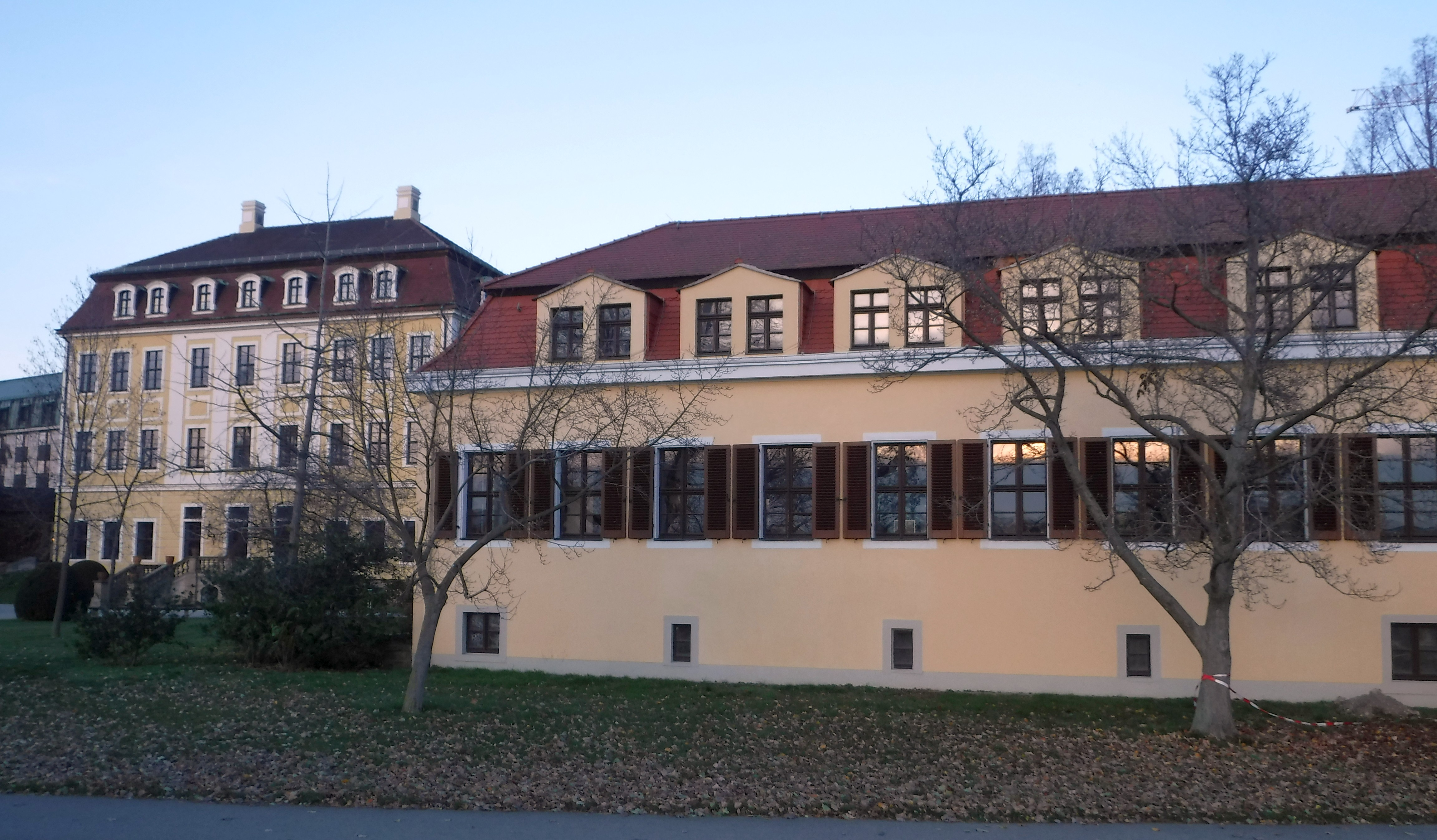
Ansicht 2020 zusammen mit dem Altbau des Hotels Bellevue

Das Vogelsche Gartenhaus ist ein typisches klassisches Gartenhaus für Dresdner Bürgergärten am Neustädter Elbufer. Es liegt an der Elbseite des Hotels Bellevue.
Beim Vogelschen Gartenhaus handelt es sich um zwei, auf der Grundstücksgrenze zusammengebaute und ehemals getrennt genutzte Gebäudeteile, also um zwei Gartenhäuser. Der ältere Langbau auf der Westseite gehörte als Wirtschaftsgebäude zum Grundstück Große Meißner Gasse 6. Es wurde vor 1806 errichtet. Auf dem Grundstück befand sich die Gaststätte „Zum Blauen Stern“ später „Stadt London“.
Der angebaute Kopfbau auf der Ostseite gehört zum Grundstück Große Meißner Gasse 4. Er entstand als privates Gartenhäuschen von 1811 bis 1814 nach Plänen von Christian Friedrich Schuricht. Es diente als Wohnhaus für den Kunsthistoriker Christian Leberecht Vogel, den Vater von Carl Christian Vogel von Vogelstein.
Der Theologe Theodor Vogel beschreibt in seinem Buch „Kindheitsparadiese“ von 1921 seine Erinnerungen an den östlichen Teil des Gartenhauses im Jahr 1852. Es „war äußerst massiv aus Sandstein erbaut“; „das Dachgeschoß war ausgebaut und zeigte nach vorn ein flaches Dreieck.“ „Als Fenster hatte das Dachgeschoss ein sogenanntes Ochsenauge, daß sehr langgezogen in drei Teile geteilt war. Daran und an der rötlichen Färbung war es von weitem leicht zu erkennen“.
Mit dem Tod der Witwe Wilhelmine Vogel im Jahr 1854 geht das Grundstück mit Haupthaus und Gartengebäude in den Besitz des Sohnes Franz Friedrich Vogel über. Dieser verkauft im Frühjahr 1865 das Sommerhaus und zieht mit der Familie 1866 zum Neumarkt.
Im Jahr 1936 wurde das Vogelsche Gartenhaus nach einem Entwurf von Paul Wolf umgebaut und in die Neugestaltung des Neustädter Elbufers mit einbezogen. Von 1984 bis 1985 wurde es rekonstruiert und die Verwaltung des Hotels Bellevue untergebracht. Dabei wurde das Haus in die Gartengestaltung des Hotels einbezogen.
Das Gartenhaus befindet sich unweit des sogenannten Canaletto-Blicks.